# Bosque mixto de los Alpes Dináricos
El bosque mixto de los Alpes Dináricos es una ecorregión de la ecozona paleártica, definida por WWF, que se extiende a lo largo de los Alpes Dináricos, en el oeste de la península balcánica.

## Descripción
Es un bosque mixto de montaña del bioma bosque templado de frondosas que ocupa 58.200 kilómetros cuadrados a lo largo de los Alpes Dináricos, desde el noreste de Italia, pasando por Eslovenia, Croacia, Bosnia y Herzegovina, Serbia y Montenegro, hasta el norte de Albania.

## Flora
La ecorregión está cubierta de bosques mixtos con una gran variedad de robles caducifolios. Estos bosques se encuentran entre los más extensos que perviven en Europa.

## Fauna
La diversidad faunística es elevada.

## Endemismos
La proporción de endemismos vegetales es alta.

## Estado de conservación
Vulnerable. Las principales amenazas son la tala ilegal, la caza furtiva y la recolección incontrolada de plantas.